# 스타워즈

스타워즈 에피소드 로고

《스타워즈》(영어: Star Wars)는 조지 루카스의 9부작 스페이스 오페라 영화를 중심으로 해 각종 매체로 많은 파생작을 양산한 미디어 프랜차이즈이다. 처음에는 시리즈 중 첫 편인 《새로운 희망》만을 "스타워즈"라고 불렀으나, 《제국의 역습》, 《제다이의 귀환》등의 후속작들이 큰 성공을 거두고, 영화를 벗어나 다양한 매체로 세계관이 확장되면서 미국 대중문화의 한 줄기로 자리잡게 되었다. 디즈니 플러스에서 시리즈 출시

## 영화
조지 루카스 감독은 《청춘 낙서》의 성공 이후 자신이 어릴적부터 꿈꿔오던 SF 영화를 촬영하기로 마음먹고 '루크 스카이 워커의 모험' 초고를 바탕으로 한 6부작 영화를 만들었다. 첫 작품 《새로운 희망》은 당시 재정 및 제작을 지원한 이십세기폭스필름사에서도 성공에 부정적이어서 당시 인기있던 영화의 끼워팔기 상품으로 제공되었으며, 이에 소규모의 극장에서만 개봉하였기 때문에 루카스는 큰 인기를 끌 것이라고 기대하지 않아 개봉 당일날도 집에서 나오지 않았을 정도라고 한다. 하지만, 큰 성공을 거두게 되어 미국인의 신화로 단숨에 올라서게 되었을 뿐 아니라, 당시 영화업계를 과점하던 대형 영화사들의 손에서 영화제작 과정을 독립시켜 운영할 수 있는 초석을 제공하였다. 또한 스타워즈 6부작을 촬영하기 위해 ILM이라는 세계 2대 특수효과 및 CG 전문 회사를 창립하여 영화 특수효과 향상 및 발전에 지대한 공헌을 하였다. 그러나 《제국의 역습》후 루카스는 9부작으로 스타워즈를 다시 계획하였으며, 2015년 12월 17일 깨어난 포스가 개봉하며 7번째 작품이 개봉하였다. 일반적으로 1977년부터 1983년 사이에 개봉한 세 편의 시리즈를 '오리지널 3부작'이라고 부르며, 1999년부터 2005년 사이에 개봉한 세 편은 '프리퀄 3부작'이라고 칭한다. 그리고 2015년부터 2019년 사이에 개봉한 세편의 작품을 '시퀄 3부작' 이라고 칭한다.

### 역사
루커스는 각본 당시 스타워즈를 6부작으로 계획하고, 그 중 가장 재미있는 부분이자 영화화가 가능하다고 판단되는 네 번째 이야기를 가장 첫 작품으로 하기로 마음먹고 각본을 쓰기 시작했다. 영화의 부제로는 '새로운 희망 (A New Hope)'을 붙이기로 계획 해 놓고 있었지만, 성공을 예상하지 못했던 루커스는 "(속편이 나오지 않는다면) 관객들이 헷갈려 할 것"이라는 이유로 오프닝 크로울에 어떠한 부제도 달지 않고 개봉하였다. 하지만 에피소드 4의 성공 이후, 1980년 《제국의 역습》 개봉 때에는 '에피소드 5: 제국의 역습 (Episode V: The Empire Strikes Back)'이라는 부제를 처음으로 달았으며, 이듬해인 1981년에는 에피소드 4 재개봉 판에도 "에피소드 4: 새로운 희망(Episode IV: A New Hope)"이라는 부제를 추가하였다.
루커스는 '완성된 영화란 없다'는 입장을 가지고 기회가 될 때마다 영화를 계속 수정하였는데, 《보이지 않는 위험》 개봉을 앞두고 1997년에는 '스페셜 에디션' 이란 이름을 달고 클래식 3부작의 첫 번째 재편집본이 등장했고, 이후 2004년 클래식 DVD 출시, 2011년 6부작 블루레이 출시때에도 대대적인 수정이 이루어졌다.
2012년 10월, 루커스 필름이 디즈니사로 넘어간 뒤, 2대 대표로 취임한 캐슬린 케네디는 "'시퀄 3부작' 제작에 나설 것" 이라고 발표했다. 첫 영화는 J.J. 에이브럼스가 감독하며 2015년에 개봉하였다.

## 작품 목록
- 1977년 - 《스타워즈 에피소드 4: 새로운 희망》(A New Hope) 개봉
- 1980년 - 《스타워즈 에피소드 5: 제국의 역습》(The Empire Strikes Back) 개봉
- 1983년 - 《스타워즈 에피소드 6: 제다이의 귀환》(Return of the Jedi) 개봉
- 1987년 - 《스타워즈 에피소드 6: 제다이의 귀환》(Return of the Jedi) 재개봉
- 1997년 - 스타워즈 20주년 기념 스페셜 에디션판 재개봉 (클래식 시리즈 첫 번째 재편집)
- 1999년 - 《스타워즈 에피소드 1: 보이지 않는 위험》(The Phantom Menace) 개봉
- 2002년 - 《스타워즈 에피소드 2: 클론의 습격》(Attack of the Clones) 개봉
- 2004년 - 클래식 시리즈 DVD 출시 (클래식 시리즈 두 번째 재편집)
- 2005년 - 《스타워즈 에피소드 3: 시스의 복수》(Revenge of the Sith) 개봉
- 2011년 - 6부작 블루레이 《스타워즈: 컴플릿 사가》 출시 (클래식 시리즈 세 번째, 프리퀼 시리즈 첫 번째 재편집)
- 2012년 - 《스타워즈 에피소드 1: 보이지 않는 위험》(The Phantom Menace)3D 버전으로 재개봉
- 2015년 - 《스타워즈 에피소드 7: 깨어난 포스》(The Force Awakens) 개봉
- 2016년 - 첫번째 앤솔로지 영화 로그 원 개봉
- 2017년 - 《스타워즈 에피소드 8: 라스트 제다이》(The Last Jedi) 개봉
- 2018년 - 두번째 앤솔로지 영화 한 솔로 개봉
- 2020년 - 《스타워즈 에피소드 9: 라이즈 오브 스카이워커》(The Rise of Skywalker) 개봉

### 줄거리

#### 스타워즈 에피소드 4: 새로운 희망
- 원제: Star Wars
- 개봉 연도: 1977년
- 줄거리

{아주 먼 옛날 은하계 저편에...(A long time ago in a galaxy far, far away...)} {내란의 시대(Period Of Civil War)였다. 반란군 우주선들은 비밀기지를 공격하면서 악한 은하제국에 대한 첫번째 승리를 거두었고, 반란군 첩보원은 제국의 절대적인 무기인 ‘죽음의 별’의 비밀설계도를 훔쳤다. 이는 무장된 우주 정거장으로 행성 하나를 완전히 파괴할 수 있는 힘이 있다. 제국의 첩보원들에 의해 쫓기면서 레아 공주는 민족을 살릴 수 있고 은하계의 자유를 찾아줄 수 있는 설계도를 가지고 고향으로 향한다.} 고아로 성장한 루크 스카이워커(Luke Skywalker: 마크 해밀 분)는 삼촌의 가족과 함께 혹성 타투인에 살고 있다. 그는 모험을 꿈꾸지만 그의 삼촌은 자신의 일을 도우며 조용히 살 것을 원한다. 한편, 평화롭던 은하계에 공화국이 무너지고 은하제국의 독재체제하에 들어간다. 은하 제국의 압제에 신음하는 은하계에서 황제에게 저항하는 반란이 일어나고, 극비의 정보를 가진 레아 공주(Princess Leia Organa: 캐리 피셔 분)가 탈출을 시도하다가 체포된다. 공주가 정보를 담아 도피시킨 드로이드 C-3PO(안소니 다니엘스 분)와 R2-D2(케니 베이커 분)는 루크에게 우연히 발견되고, 그 메시지에 따라 그는 과거 제다이 기사였던 오비완 케노비(Ben (Obi-Wan) Kenobi: 알렉 기네스 분)를 찾아간다. 케노비는 은하제국과 싸우다가 패배하여 이곳으로 피신한 제다이 기사단의 유일한 생존자였다. 여기서 그는 자신이 평화로운 시대를 지키던 기사단 제다이(Jedi)의 일원인 ‘아나킨 스카이워커’라는 자의 아들임을 알게 된다. 아버지는 우주를 지배하는 힘의 근원인 ‘포스(The Force)’를 익힌 기사들로서 평화를 지키는 제다이였으나, 그들을 배신하고 악의 편으로 돌아서서 황제의 오른팔이 된 다스 베이더(Lord Darth Vader: 데이비드 프로즈 분 / 제임스 얼 존스 목소리 분)라는 기사에게 살해되었다는 사실도 함께 알게 되자 복수심에 불타오른다. 루크 자신도 포스의 이용 능력이 있음을 알고 케노비에게서 훈련을 받기 시작하는데....
- [스포일러] 공주의 드로이드에는 제국이 우주 공간에 건설하고 있는 강력한 우주기지 ‘죽음의 별(Death Star)’의 설계도가 들어있었다. 그와 케노비는 이것을 반란군에게 전하기로 한다. 한편, 그 과정에서 밀수를 전문으로 하는, 은하계에서 가장 빠른 우주선 ‘밀레니엄 팰콘’의 선장 한 솔로(Han Solo: 해리슨 포드 분)가 돈을 벌기 위해 끼어들었다가 이들과 합류하게 된다. 솔로는 동료인 츄바카(Chewbacca: 피터 메이휴 분)라는 유인원 외계인과 함께 다닌다. 이윽고 우주선이 비행하던 중 솔로 선장이 지휘하는 팰콘호가 어떤 강력한 자력에 이끌려 가고 있음을 확인한다. 그 이유는 제국의 요새인 '죽음의 별'에서 발사한 자력 때문이며 그곳은 ‘모프 타킨’이라는 총통의 본거지이기도 하다. 죽음의 별의 본거지에 빨려든 이들은 적의 제복과 마스크를 빼앗아 변장하여 천신만고 끝에 레아공주를 구출하는데 성공한다. 탈출 과정에서 베이더와 대결한 케노비는 스스로 죽음을 선택한다. 그러나 포스의 비법을 터득한 그에게 있어서 육체적인 죽음은 의미가 없었고, 그의 영혼은 계속 루크 옆을 지켜준다. 시간을 지체할 수 없는 공주와 스카이워커는 적의 본거지에서 팰콘호로 탈출한다. 제국군의 집요한 추적으로 대공전이 펼치지지만 적을 모두 섬멸하고 팰콘호는 공화주의자들이 사는 혹성 야빈에 무사히 도착한다. 레아 공주는 드로이드의 컴퓨터에 입력시킨 정보회로를 가동시키 죽음의 별 비밀 설계도를 분석하도록 명령한다. 그 결과 '죽음의 별'의 심장부에 있는 약점을 찾아내는데 성공한다. 반란군은 소형 전투기로 결사적인 공격을 감행한다. 치열한 전투 끝에 루크는 솔로 선장의 도움으로 포스 능력을 이용해서 정확하게 공격에 성공하고 죽음의 별은 파괴된다.

#### 스타워즈 에피소드 5: 제국의 역습
- 원제: The Empire Strikes Back
- 개봉 연도: 1980년
- 줄거리

제국군의 비밀병기 데스 스타를 겨우 파괴했지만 제국군은 강력한 화력으로 반란연합을 위기로 몰아넣었고, 반란군은 게릴라전을 위해 얼음으로 뒤덮인 행성 호스에 은신한다. 하지만 결국 제국군에 의해 호스의 반란군 기지마저 들키고, 반란군 일행은 호스를 탈출해 다시 정처 없는 피난길에 오른다.
한편, 루크 스카이워커는 오비완 케노비의 영靈 으로부터 제다이 마스터 요다를 찾아가란 메시지를 받고 그가 있는 정글행성 대고바로 향해 그곳에서 요다의 수련을 받는다. 제국군의 추격을 받게 된 한 솔로 일행은 친구 랜도가 다스리는 구름 행성 베스핀으로 향하지만, 그곳은 이미 다스 베이더의 함정이었고, 한솔로는 결국 탄소 냉동돼 자바 더 헛에게 끌려가는 신세가 된다. 이를 감지한 스카이워커는 그들을 구하기 위해 베스핀으로 향하지만 그곳에서 다스 베이더와 마주치고 다스 베이더는 그에게 놀라운 사실을 말해 주는데. 그것은 그 유명한 '내가 니 아버지다'라는 내용이였다. 하지만 루크는 도망친다.

#### 스타워즈 에피소드 6: 제다이의 귀환
- 원제: Return of the Jedi
- 개봉 연도: 1983년
- 줄거리

한 솔로는 루크 스카이워커의 고향인 행성 타투인에서 자신을 평소 탐탁치 않게 여기던 거구의 악당 자바 더 헛에게 감금을 당한다. 이에 루크 스카이워커는 계략을 짠 뒤 자바 더 헛에게 찾아간다. 이미 잠입해있던 많은 친구들의 도움으로 자바 더 헛 일당을 무찌르고 한 솔로를 구출해 대고바 행성으로 온 루크는 수명이 거의 다 된 요다와 영혼으로 남게 된 오비완 케노비를 만나 자신의 출생, 가족과 관련된 비밀을 듣게 된다.
한편, 제국은 데스 스타를 대신할 제 2의 데스 스타를 건조하기 시작하였고, 반란군은 이 소식을 듣고 황제와 제국을 무찌르기 위한 최후의 일격을 준비하고 있었다. 한편 루크는 자기 아버지와 싸우게 되지만, 다스 베이더가 자기 아들을 살리기 위해 황제를 죽이고 아들을 위해 희생하였다. 그리고 반란군들은 데스 스타를 파괴하고 제국은 멸망한다.

#### 스타워즈 에피소드 1: 보이지 않는 위험
- 원제: Star Wars Episode I: The Phantom Menace
- 개봉 연도: 1999년
- 줄거리

은하 공화국이 큰 분쟁에 휩싸인다. 상인들의 무역연합이 비밀 세력의 조종을 받고, 나부 왕국의 무역로를 봉쇄해버린 것. 의회에서 이 심상치 않은 사건을 논의하는 동안 의장은 콰이곤 진과 오비완 케노비라는 두 제다이를 파견한다. 하지만 이들은 사실을 은폐하려는 무역연합의 공격을 받고 겨우 탈출해 나부에 도착한다. 이어 아미달라 여왕을 데리고 무역연합의 봉쇄를 뚫고 탈출, 공화국의 수도 코루스칸트로 향한다.
우주선 정비를 위해 잠시 머문 타투인에서 콰이곤 진은 아나킨 스카이워커라는 제다이로서 뛰어난 자질을 가진 소년을 발견, 그를 제다이로 키우고자 한다. 우여곡절 끝에 스카이워커를 데리고 코루스칸트로 향하던 도중 진 일행을 향해 1000년간 숨어있던 시스가 공격해오는데…(후략)

#### 스타워즈 에피소드 2: 클론의 습격
- 원제: Star Wars Episode II: Attack of the Clones
- 개봉 연도: 2002년
- 줄거리

{은하계 의회(the Galactic Senate)에는 불안요소가 있었으니, 수천개의 태양계가 공화국을 떠난다는 선언을 하고 있었던 것이다. 정체불명의 두쿠 백작(Count Dooku)에 의한 이런 공화국 탈퇴의 움직임은 한정된 수의 제다이 기사들(Jedi Knights)에게 은하계의 평화와 질서를 유지하기 힘들게 하고 있었고, 전 나부의 여왕(Queen of Naboo), 아미달라 의원(Senator Amidala)은 열세에 있는 제다이 기사들을 돕도록 공화국 군대를 창설하자는 중대한 사안의 표결을 위하여 은하계 의회로 돌아오는 중이다.}
제다이 기사 오비완(이완 맥그리거 분)의 도움으로 권좌를 되찾은 아미달라 여왕(나탈리 포트만 분)과 젊은 아나킨 스카이워커(헤이든 크리스턴슨 분)와의 사이에서 사랑이 싹튼다. 이제 모든 악의 세력은 사라지고 평화로움이 찾아든 것 같은데, 과연 이 평화는 계속될 것인가. 그리고 스카이워커는 진정한 제다이 기사로 태어날 수 있을 것인가. 수백개의 행성과 강력한 연맹을 포함한 분리주의의 움직임은 은하계의 새로운 위협으로 등장 하고 클론 전쟁의 발발과 공화국 멸망의 시작을 초래한다. 어렴풋이 느껴지는 거대한 위협에 대항하기 위해 공화국의 수상인 쉬브 팰퍼틴은 자신의 권력을 지속적으로 강화하면서 사기가 꺾인 제다이를 돕기 위해 공화국 대군의 창설을 허가한다. 이러한 상황에서 공화국 의회의 저명한 의원이 된 파드메 아미달라 여왕은 암살자의 표적이 되고 장성한 아나킨 스카이워커와 오비완은 그녀를 보호하는 임무를 부여 받는다. 아나킨과 파드메는 금지된 사랑에 빠지고 의무와 명예 그리고 사랑 사이에서 괴로워한다. 거대한 전쟁 속에서 아나킨과 아마딜라 그리고 오비완은 자신들 뿐만 아니라 공화국의 운명에 영향을 미칠 중요한 선택의 순간에 직면하게 되는데.

#### 스타워즈 에피소드 3: 시스의 복수
- 원제: Star Wars Episode III: Revenge of the Sith
- 개봉 연도: 2005년
- 줄거리

두쿠 백작과 드로이드 군주 그리버스 장군이 이끄는 분리주의 연합이 쉬브 팰퍼틴 의장을 납치하자, 아나킨 스카이워커와 오비완 케노비는 의장을 구출하기 위해 두쿠 백작의 수하 그리버스의 우주전함에 잠입, 두쿠를 살해하고 팰퍼틴 의장을 구출한다. 한편 스카이워커는 파드메가 임신을 했다는 사실을 전해 듣고, 파드메가 아이를 낳다 죽는 악몽을 꾼다. 아나킨 스카이워커는 파드메를 살릴 수 있다는 팰퍼틴의 유혹에 빠져 시스의 가르침을 받는다. 한편, 오비완 케노비가 그리버스를 제거하고 제다이들이 전쟁이 끝났단 안도감에 휩싸인 찰나, 오랫동안 숨겨져 있었던 시스 군주의 정체와 흉계가 드러난다. 제다이에 대한 학살이 시작된 것이며, 그와 함께 팰퍼틴 의장은 공화국을 폐(廢)하고 신(新)질서의 시작을 선언하며 황제의 자리에 오른다.시스에가르침을 받은 아나킨 스카이워커는 오비완 케노비와 결전을 치르다가 심한부상을 입게된다.심한 부상을 입은 아나킨 스카이워커는 팰퍼틴에 의해 다스베이더가된다

#### 스타워즈 에피소드 7: 깨어난 포스
- 원제: Star Wars: The Force Awakens
- 개봉 연도: 2015년
- 줄거리

루크 스카이워커는 사라지고, 다스 베이더 사망 30년 이후 제국의 잔재에서 생겨난 `퍼스트 오더`라는 조직이 은하계를 위협한다. 이들은 은하계 마지막 제다이, 루크가 파멸될 때까지 계속 지속된다. 그리고 레이아 오르가나 장군(캐리 피셔)이 이끄는 용감한 저항군 아래 둘의 전쟁이 발발하고, 레아는 자신이 가장 믿는 조종사, 포(오스카 아이작)를 보내 루크의 본거지의 일부를 찾으려지만 퍼스트 오더의 공격으로 실패하고, 지도는 그의 드로이드 BB-8에게 넘어간다. 한편, 자쿠에 있던 고아 레이 (데이지 리들리)와 개심한 스톰트루퍼 핀(존 보예가)와 한 솔로(해리슨 포드)가 저항군과 함께 카일로 렌(아담 드라이버)가 이끄는 태양계 파괴 무기 스타킬러 베이스를 파괴하러 가는데......

#### 스타워즈 에피소드 8: 라스트 제다이
- 원제 : Star Wars: The Last Jedi
- 개봉 연도: 2017년
- 줄거리 : 선과 악의 전쟁, 거대한 운명이 결정된다!

악의 세력인 무자비한 ‘퍼스트 오더’가 은하계를 장악한 시대.
레아 장군이 이끄는 저항군은 승리의 불씨를 지필 마지막 희망을 찾아 ‘레이’를 과거의 영웅 ‘루크’에게 보낸다.
루크를 통해 자신 안에 잠들어 있던 특별한 힘을 깨닫게 된 레이는 뜻밖에 퍼스트 오더의 실세 ‘카일로 렌’과도 교감하게 되는데…
누가 빛이고 누가 어둠이 될 것인가?
지금, 선과 악의 운명을 건 거대한 전쟁이 시작된다!

#### 스타워즈 에피소드 9: 라이즈 오브 스카이워커
- 원제 : Star Wars: The Rise of Skywalker
- 개봉 연도: 2020년
- 줄거리 : 더욱 강력해진 포스로 돌아온 ‘레이’는 전 우주를 어둠의 힘으로 지배하려는 ‘카일로 렌’에게 대적할 유일한 히로인으로 거듭난다. 미래의 운명을 쥔 ‘레이’는 든든한 조력자이자 친구인 ‘핀’, ‘포’와 함께 새로운 미래를 위한 험난한 여정을 떠나고, 선과 악의 거대한 전쟁을 마주하게 된다. 또한 ‘카일로 렌’과의 피할 수 없는 운명적 대결을 펼치게 되는데… 전쟁을 끝내고 새로운 전설로 탄생할 선택받은 영웅은 누가 될 것인가?!

## 출연진과 제작진

### 제작진
|                                       | 감독                      | 프로듀서                                           | 이그제큐티브 프로듀서           | 음악                                 | 배급                               | 시간  |
| ------------------------------------- | ------------------------- | -------------------------------------------------- | ------------------------------- | ------------------------------------ | ---------------------------------- | ----- |
| 스타워즈 에피소드 4: 새로운 희망      | 조지 루카스               | 게리 커츠 릭 맥컬럼 (1997년 특별판)                | 조지 루카스                     | 존 윌리엄스                          | 20세기 폭스                        | 121분 |
| 스타워즈 에피소드 5: 제국의 역습      | 어빈 커슈너               | 게리 커츠 릭 맥컬럼 (1997년 특별판)                | 조지 루카스                     | 존 윌리엄스                          | 20세기 폭스                        | 124분 |
| 스타워즈 에피소드 6: 제다이의 귀환    | 리처드 마퀀드             | 하워드 카자니안 릭 맥컬럼 (1997년 특별판)          | 조지 루카스                     | 존 윌리엄스                          | 20세기 폭스                        | 131분 |
| 스타워즈 에피소드 1: 보이지 않는 위험 | 조지 루카스               | 릭 맥컬럼                                          | 조지 루카스                     | 존 윌리엄스                          | 20세기 폭스                        | 133분 |
| 스타워즈 에피소드 2: 클론의 습격      | 조지 루카스               | 릭 맥컬럼                                          | 조지 루카스                     | 존 윌리엄스                          | 20세기 폭스                        | 142분 |
| 스타워즈 에피소드 3: 시스의 복수      | 조지 루카스               | 릭 맥컬럼                                          | 조지 루카스                     | 존 윌리엄스                          | 20세기 폭스                        | 140분 |
| 스타워즈: 클론 전쟁                   | 데이브 필로니             | 캐서린 윈더                                        | 조지 루카스                     | 케빈 키너 테마:존 윌리엄스           | 워너 브라더스                      | 98분  |
| 스타워즈 에피소드 7: 깨어난 포스      | J. J. 에이브럼스          | 캐슬린 케네디 J. J. 에이브럼스 브라이언 버크       | 제이슨 맥게틀린 토미 하퍼       | 존 윌리엄스                          | 월트 디즈니 스튜디오스 모션 픽처스 | 135분 |
| 로그 원: 스타워즈 스토리              | 개러스 에드워즈           | 캐슬린 케네디                                      | 제이슨 맥게틀린 사이먼 이매뉴얼 | 알렉상드르 데스플라 테마:존 윌리엄스 | 월트 디즈니 스튜디오스 모션 픽처스 | 133분 |
| 스타워즈: 에피소드 8 라스트 제다이    | 라이언 존슨               | 캐슬린 케네디 램 버그만 로런스 캐즈던사이먼 킨버그 | J. J. 에이브럼스                | 존 윌리엄스                          | 월트 디즈니 스튜디오스 모션 픽처스 | 152분 |
| 제목 미정 한 솔로 앤솔러지 영화       | 필 로드 & 크리스토퍼 밀러 | 캐슬린 케네디                                      | 로런스 캐즈던 제이슨 맥게틀린   |                                      | 월트 디즈니 스튜디오스 모션 픽처스 |       |
| 스타워즈: 에피소드 9                  | J. J. 에이브럼스          | 캐슬린 케네디 램 버그만                            | J. J. 에이브럼스                | 존 윌리엄스                          | 월트 디즈니 스튜디오스 모션 픽처스 |       |

## 반응

### 흥행 성적
| 영화                             | 개봉일           | 제작비             | 흥행 수입          | 흥행 수입          | 흥행 수입          | 흥행 수입              | 역대 흥행 순위 | 역대 흥행 순위 |
| 영화                             | 개봉일           | 제작비             | 북미               | 그 외 국가         | 전세계             | 물가상승률 고려 (북미) | 북미           | 전세계         |
| -------------------------------- | ---------------- | ------------------ | ------------------ | ------------------ | ------------------ | ---------------------- | -------------- | -------------- |
| 《스타워즈》                     | 1977년 5월 25일  | 1100만 달러        | 460,998,007 달러   | 314,400,000 달러   | 775,398,007 달러   | 1,317,069,279 달러     | #8             | #62            |
| 《제국의 역습》                  | 1980년 5월 21일  | 1100만~3300만 달러 | 290,475,067 달러   | 247,900,000 달러   | 538,375,067 달러   | 752,472,312 달러       | #71            | #140           |
| 《제다이의 귀환》                | 1983년 5월 25일  | 3250만~4270만 달러 | 309,306,177 달러   | 165,800,000 달러   | 475,106,177 달러   | 725,286,216 달러       | #54            | #169           |
| 오리지널 삼부작                  | 오리지널 삼부작  | 5450만~8670만 달러 | 1,060,779,251 달러 | 728,100,000 달러   | 1,788,879,251 달러 | 2,794,827,807 달러     |                |                |
| 《에피소드 1: 보이지 않는 위험》 | 1999년 5월 19일  | 1억 1500만 달러    | 474,544,677 달러   | 552,500,000 달러   | 1,027,044,677 달러 | 700,246,455 달러       | #7             | #21            |
| 《에피소드 2: 클론의 습격》      | 2002년 5월 16일  | 1억 1500만 달러    | 310,676,740 달러   | 338,721,588 달러   | 649,398,328 달러   | 415,558,903 달러       | #52            | #97            |
| 《에피소드 3: 시스의 복수》      | 2005년 5월 19일  | 1억 1300만 달러    | 380,270,577 달러   | 468,484,191 달러   | 848,754,768 달러   | $466,315,785 달러      | #28            | #53            |
| 프리퀄 삼부작                    | 프리퀄 삼부작    | 343만 달러         | 1,165,491,994 달러 | 1,359,705,779 달러 | 2,525,197,773 달러 | 1,593,713,112 달러     |                |                |
| 《스타워즈: 클론 전쟁》          | 2008년 8월 15일  | 850만 달러         | 35,161,554 달러    | 33,121,290 달러    | 68,282,844 달러    | 39,112,474 달러        | #2,187         | -              |
| 《깨어난 포스》                  | 2015년 12월 18일 | 2억 달러           | 936,662,225달러    | 1,131,516,000 달러 | 2,068,178,225 달러 | 936,662,225 달러       | #1             | #3             |
| 《로그 원: 스타워즈 스토리》     | 2016년 12월 16일 | 2억 달러           | 520,200,086 달러   | 513,753,434 달러   | 1,033,953,520 달러 | 520,200,086 달러       | #7             | #21            |
| 시리즈 수                        | 시리즈 수        | 806만~8382만 달러  | 3,546,178,698 달러 | 3,489,843,069 달러 | 7,036,021,767 달러 | 5,741,434,426 달러     |                |                |

### 비평과 대중의 반응
사람들은 스타워즈에 대해 아주 재밌고 몰입도가 높은 SF작품이라고 평가하였고 많은 영화 평론가들은 세계를 강타할 영화라고 평가했다. 하지만 디즈니에 인수된 스타워즈 시리즈가 과도하게 지속되면서 개연성이 사라지고 설정 파괴가 많이 발생해 비판을 듣고 있다.

## 레전드 세계관
조지 루카스는 처음부터 세계관의 확장을 염두에 두고 20세기 폭스와 《새로운 희망》의 계약을 맺을 때 스타워즈 관련 프랜차이즈에 대한 독점적 권리를 요구했다. 프랜차이즈 산업이 지금처럼 활발하지 않았던 시기었던 당시에는 이같은 계약은 전례가 없던 것이었다. 하지만 스타워즈 세계의 첫 영화 외적 부분을 다룬 작품인 소설 《마음 속 눈의 가시》 가 성공을 거둔 이후 지금까지도 스타워즈 세계는 엄청난 규모로 팽창되어 왔다.
확장 세계관 (Expand Universe) 이라고 불리는 이들 작품들은 영화 6부작 만으로는 설명하기 힘든 부분을 정리하거나 6부작의 시대보다 앞서거나 혹은 한참 후의 이야기들을 다루고 있으며, 1976년 《새로운 희망》의 타이-인 소설이 처음 출시 된 이후로 꾸준하게 이어졌다. 확장 세계관의 내용은 루카스필름 산하 루카스 라이센싱에서 직접 그 내용과 출판을 관리 감독 하며, 이에 다양한 사람들이 저술하는 내용이지만 하나의 역사처럼 일관성이 유지되고 있었다.
루카스가 2012년 스타워즈 프랜차이즈를 디즈니 사에 넘긴 이후에도 이같은 경향은 한동안 계속되었지만, 최근 《에피소드 7》 제작과 관련하여 기존 확장 세계관이 다루고 있던 내용들과 충돌을 일으키게 되자, 루카스 필름 측은 최근 확장 세계관의 리부트를 선언하고 루카스가 제작에 직접 개입한 기존의 영화 6부작과 《스타워즈: 클론 전쟁》, 그리고 현재까지 프로젝트가 계속 이어지고 있는 일부 확장 세계관 작품만을 공식 설정으로 인정하고, 나머지는 레전드 (Legends) 로 남겨두어 아이디어 뱅크처럼 이용하겠다는 뜻을 밝혔다.

### TV 시리즈

#### 클론 워즈
원제는 《Clone Wars》이며 한국 제목으로는 《스타워즈: 클론 전쟁》이다.
2D 시리즈
'카툰 네트워크 스튜디오'라는 미국의 애니메이션 방송사 산하의 스튜디오에서 조지 루카스의 각본을 토대로 제작한 것으로, 에피소드 2와 3 사이의 이야기를 다뤘다. 2003년부터 2004년까지 Vol. 1으로 불리는 시즌 1-2 20여편이 제작되었고, 2005년에는 Vol. 2 로 불리는 시즌 3 5편이 제작되었다. Vol. 1은 아나킨 스카이워커와 오비완 케노비가 벌인 클론 전쟁에서의 활약을 그렸으며, Vol. 2에선 에피소드 3 직전의 사건인 그리버스의 "코러산트 잠입 작전"을 다뤄 에피소드 3와의 연결성을 도모했다.
3D 시리즈
루카스필름의 자회사인 루카스 애니메이션에서 만들고 있으며, 역시 에피소드 2와 3 사이의 얘기를 다뤘다. 2008년 8월 15일(미국 기준, 한국은 9월4일) TV 시리즈의 서두에 해당하는 극장판 《The Clone Wars》가 개봉됐으며, 동년 10월 3일 오후 8시 (미국 동부시 기준) 에 시즌 1이 '카툰 네트워크'를 통해 방영되기 시작하였다. 3D 시리즈에선 아소카 타노라는 아나킨 스카이워커의 새로운 제자가 등장해 그와 콤비를 이룬다. 시즌 6 이후까지 계획되어 있었으나, 2012년 10월 루커스 필름의 매각 이후 모든 작업이 중단, 기 방영 중이던 2013년까지 시즌 5 까지만 방영되고 마무리 없이 종영하는듯 보였으나, 2014년 3월 7일 현재 방영되지 못한 나머지 에피소드를 완성해 '넷플릭스'를 통해 공개함으로써 공식적으로 방영이 마무리 되었다.

#### 기타 시리즈
첫 공식 TV 시리즈는 1978년 CBS에서 방영된 《스타워즈: 홀리데이 스페셜》 으로써, 루카스가 "나에게 충분한 시간과 망치만 있다면 모든 《홀리데이 스페셜》의 카피를 파기할 것이다" 라고 할 정도로 처참한 작품이었다. 다만, 방영 중간에 삽입된 10분 분량의 애니메이션에서 악당 보바 펫이 처음으로 등장해 높은 인기를 얻어, 이후 《제국의 역습》에서 주요 악당으로 등장 하기도 하였다. 이후 《제다이의 귀환》에서 반란군의 숲속 조력자로서 등장한 이워크Ewok 종족을 주인공으로 한 《이워크의 모험》와 《인돌전쟁 이워크》, R2-D2와 C-3PO를 주인공으로 하는 《드로이드》 라는 애니메이션 시리즈가 제작, 방영된 바 있으나 모두 흥행에는 실패하였다.
2000년대 들어서는 《스타워즈: 언더월드》(가제) 로 이름 붙여진 에피소드 3과 4 사이의 암흑기를 다룬 라이브액션 시리즈가 2006년 발표되고, 《로봇 치킨》 시리즈의 감독인 세스 그린이 감독을 맡은 새 애니메이션 시리즈 《스타워즈: 디투어》가 2011년경 발표되었으나, 루커스 필름의 매각 이후 모든 일정이 연기되거나 좌초되었으며, 대신 데이브 필로니가 새로이 감독을 맡은 《스타워즈: 반란군》이 2014년 가을 방영 예정으로 막바지 작업 중에 있다. 2014년 10월 3일 TV 영화 에피소드가 방영되었으며, 본 시리즈는 2014년 11월 7일 금요일부터 월~금 매일 오후 8시 디즈니채널을 통해 방영된다.

### 도서
스타워즈 세계관에는 이외에도 수십, 수백 가지의 소설 및 만화책들이 존재하지만, 그 중에서 한글로 출판된 작품으로는 티모시 잰이 쓴 '쓰론 3부작' 이라 불리는 작품이 있다. 책의 제목은 《제국의 후예》, 《어둠의 반란》, 《최후의 명령》이다. 이외에 한글 출판된 것은 에피소드 4~6과 에피소드 1 타이-인 소설, 클론 전쟁 영화판 타이-인 소설과 더불어 애니북스에서 출판한 만화 《클론 워즈 어드벤쳐》(전 5권) 가 전부이며, 설정집으로는 《에피소드 1 비주얼 딕셔너리》, 《에피소드 1 크로스 섹션》 이, 아동용 워크북으로는 《클론전쟁: 테스에서의 전투》 가 번역 출간되었다.
스타워즈 세계관 내 대표적 소설에는 《쓰론의 손》시리즈, 《뉴 제다이 오더》시리즈, 《레거시 오브 더 포스》시리즈 등이 있으며, 대표 만화 시리즈에는 《레거시》시리즈, 《나이츠 오브 올드 리퍼블릭》시리즈, 《리퍼블릭》시리즈 등이 있다. 또, 《크로스 섹션》과 《비주얼 딕셔너리》, 그리고 '에센셜 가이드 시리즈' 로 대표되는 설정집도 스타워즈 세계관에 큰 부분을 차지하고 있다.

### 게임
게임 장르는 처음에는 아타리 등 유명 게임 제작업체가 담당하다가, 1990년대 루커스아츠 설립 이후에는 루커스아츠가 게임을 직접 제작하였다. 2012년 루커스필름과 전 계열사가 디즈니로 매각된 후 루커스아츠의 개발부서의 문을 닫는 조치를 감행하고 EA로 게임 개발의 전권을 넘긴 상태이다. 게임 세계관의 경우 게임이라는 장르가 갖는 표현 등의 특성상 《스타워즈》 확장 세계관 내에서의 중요도는 도서나 애니메이션 보다는 한 단계 아래로 평가받는다. 다만 루카스 본인이 게임 스토리 개발을 직접 진두지휘한 《스타워즈: 포스 언리쉬드》 시리즈 세계관의 경우는 주류설정으로 인정받는다.
대표적인 게임으로는 슈팅 게임인 《X-wing》 시리즈, FPS 게임인 《리퍼블릭 코만도》, RPG 게임인 《제다이 기사》 시리즈, 온라인 게임인 《스타워즈: 구 공화국》, 《스타워즈: 배틀프론트》 등이 있으며, 이 외에도 보드 게임, 카드 게임 등이 존재한다.

### 새로운 세계관의 구성
2014년 4월 25일, 루커스 필름과 디즈니 측은 공식 홈페이지를 통해 세계관인 캐넌 (Canon)의 대한 새로운 입장을 발표하였는데, 주요 내용은 다음과 같다.
- 《에피소드 7》과 《레벨즈》, 그리고 앞으로 나오게 될 모든 프랜차이즈 (영화, 애니, 소설, 만화, 게임, 설정집 등) 들은 기존 확장 세계관의 스토리, 설정과는 무방한 새로운 오리지널 스토리로 진행될 것
- 기존의 작품 중에서 새로운 세계관 안으로 유지되는 것들 중 현재까지 공식 확인된 부분은 '영화 6부작'과 함께 조지 루커스가 개발단계부터 직접 개입해 제작한 2008년의 《클론 전쟁》, 그리고 《클론 전쟁》에서 영상화되지 못한 스크립트를 이용해 만들어질 예정인 《클론 전쟁 레거시》 프로젝트 작품 들이 전부
- 나머지 선택되지 못한 작품들은 레전드 (Legends) 라벨을 달고 새로운 판본으로 계속 출시될 것이며, 이들 작품의 설정과 스토리는 새로운 작품의 설정 소스로 이용될 예정 (Ex. 소설 '쓰론 3부작'에 등장하는 함선 제작사 시에나 플릿은 《레벨즈》 등에서 등장 예정)
- 이후 출시되는 모든 프랜차이즈는 새로 설치된 '루커스 스토리 그룹'에 의해 단일한 스토리로 정리될 것

### 그 외
2014년 4월 25일 리부트 이전 확장 세계관 (Expanded Universe, 줄여서 EU), 레전드 세계관 (Legends) 이 팬들에 의해 만들어졌으나 2014년 4월 25일 리부트 이후 디즈니가 폐기 시켰다. 라는 설명과 팬들은 자신들이 만든 팬설정을 모아 우키피디아 (Wookieepedia), 백과사전도 만들었다. 설명이 있으나 사실이 아니며 리부트 이전 확장 세계관, 레전드 세계관은 팬들에 의해 만들어진게 아니며 조지 루카스와 여러 소설 작가들, 게임 작품들이 탄생시킨 공식 설정의 세계관 이었다.

## 영향
《새로운 희망》 개봉 당시에는, 오일 쇼크 등으로 실의에 빠진 미국인들에게 큰 희망을 안겨주는 역할을 하였고, 이후 클래식 시리즈는 신화가 없는 미국에게 신화적인 작품으로 자리매김 하였다. 이 외에도 영화계와 서브컬처 문화 전반에 영향을 미침으로써 '원전(原典) 없는 원전'으로써의 역할을 충실히 수행하고 있다.

### 패러디와 모방
《스타워즈》가 만들어진 이후에 많은 영화, 애니메이션 등에서 스타워즈를 패러디하는 경우가 있다.
- TV 드라마《브이》에서는 《스타워즈》의 음악을 외계인 환영식 때 연주를 한다.
- 애니메이션《태양의 기사 피코》는 스토리를 《스타워즈 에피소드 4~6》의 내용과 비슷하게 만들기도 했다.
- 애니메이션《영혼기병 라젠카》에서는 가이런의 조종사 아틴이 고대인의 영혼과 이야기를 하는데, 마치 오비완 케노비의 영혼과 루크 스카이워커 사이의 대화와 연관이 되는 것 같다.
- 영화《스페이스 볼》은 스타워즈를 패러디했다. 다스 베이더 대신 다크 헬멧을, 요다 대신 요거트, 한 솔로 대신 론 스타를 등장시킨다.
- TV 드라마《스타게이트 SG-1》에서는 등장인물들이 자신을 루크 스카이워커라고 소개한다거나, “머나먼 은하에서 (in a galaxy far, far away)”왔다는 대사를 쓰곤 한다.
- 애니메이션《기동전사 건담》에서 빔-샤벨은 《스타워즈》 스토리상 제다이의 무기인 광검을 모방했다.
- TV 드라마《엑스파일》의 시즌 4 중 20화에서는 등장하는 꼬리 달린 아기의 어머니는 아기의 아버지가 루크 스카이워커라고 주장한다.[10]
- 애니메이션《전설의 용자 다간》에서 주인공 다카스키 세이지는 자신의 가명으로 루크 스카이워커를 사용했다.

#### 스티븐 스필버그와 그의 팀의 작품
- 영화《E.T.》에서는 주인공 엘리엇의 장난감 중에 스타워즈의 등장인물 보바 펫이 등장하며, 핼러윈 행사때 외계인 이티가 두건 밖으로 요다의 코스튬 플레이를 한 아이를 보자 아는 척을 하며 다가가는 모습이 나온다.
- 코루스칸트에서의 회의 장면에 영화 《E.T.》의 외계인이 등장한다. 이 중 한 명의 이름이 스필버그의 철자를 거꾸로 한 그레브립스 (Grebleips)다.
- 영화 《레이더스》의 초반에 나오는 비행기의 인식 기호가 OB-CPO다, 이는 오비완 케노비와 C-3PO의 철자를 합성한 것이다. 또한 성궤가 있는 방의 기둥에는 C-3PO와 R2-D2를 숭배하는 이집트인들의 모습이 그려져 있다.
- 영화《미궁의 사원》에서는 오비완이라는 클럽에서 시작을 한다.
- 영화《인디아나 존스》 시리즈와 《스타워즈》시리즈는 각 작품의 여러 장면을 응용해서 사용했다. 대부분이 해리슨 포드와 관련된 장면이다.[11]
- 영화《크리스털 해골의 왕국》에서는 소련군의 고고학자 '이리나 스팔코'는 《스타워즈 에피소드 3》의 그리버스 장군과 흡사하게 죽음을 맞이한다. (눈이 타들어가며 죽는다)
- 스필버그 사단에 소속된 로버트 저메키스의 영화《백 투 더 퓨처》에서 과거로 간 주인공 마티 맥플라이는 고등학생인 아버지가 자고 있는 방에 몰래 들어가는데, 이때 자신을 다스 베이더라고 소개한다.

### 영화 산업
- 영화 산업을 프랜차이즈 사업으로 한단계 끌어 올린 시초로 평가받는다.
- 《새로운 희망》의 리얼한 특수효과 제작을 위해 설립된 ILM은 ILM의 영향을 강하게 받은 후발주자 웨타와 함께 2대 특수효과 회사로 자리매김하였다.
- 독립 영화사가 대형 영화 배급사의 손에서 벗어날 수 있는 계기가 마련되었다.
- 디지털 촬영 및 편집기술을 완성하여 영화인들의 편의를 도모하였다.
- 조지 루커스는 영화인들의 롤 모델이 되어 제임스 캐머런, 피터 잭슨 등이 영화인의 꿈을 꿀 수 있도록 하였다.
- 당시 침체에 빠졌던 영화 산업을 크게 부흥 시켰을 뿐만 아니라, 영화 성수기를 5월로 앞당겼다.

## 같이 보기
- 스타워즈의 배역 목록
- 스타워즈의 등장인물 목록
- 스타워즈의 날
- 제다이교
- 제다이 인구조사 현상